# プロター (レンズ)

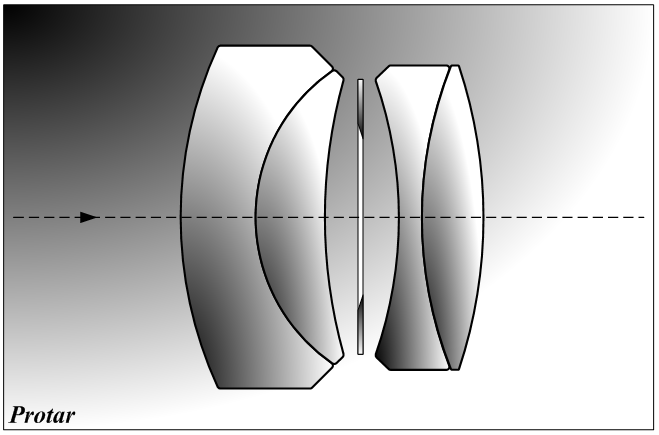
プロターの一例

プロター（Protar ）はパウル・ルドルフにより発明されたカール・ツァイスのレンズ名である。1900年代から1920年代の大型カメラ用レンズとして広く普及し、ドイツだけでなくアダムスやニューマン&ガーディアなどイギリスの高級カメラ用レンズとしても採用されていた。ウナーを経由してテッサーの原型となった。
当初は単にツァイス・アナスチグマートであったが1900年にプロターに改名された。ツァイス・アナスチグマートのうちシリーズIAがプラナー、シリーズIBがウナー、シリーズIIBとシリーズICがテッサー、シリーズVIIIがアポクロマティックテッサーとされ、それ以外がプロターとなっている。
ここでは「プロターシリーズ〜」という表記をしたが日本では「プロター第〜類」という表記も多い。プロターを2本組み合わせたドッペルプロターは「複プロター」「組み合わせプロター」あるいは「ダブルプロター」とも表記される。
レンズ銘板がプロターリンゼ（Protarlinse ）という表記のものもあるが、"linse"はドイツ語でレンズのことであり、これもドッペルプロターである。
カール・ツァイス以外にアメリカのボシュロム、イギリスのロッス、フランスのエ・クラウスでもライセンス生産された。

## 製品一覧

### 大判用プロター
- プロターシリーズI（1891年） - 前群2枚後群3枚F4.5、プロターの中では最も明るいレンズで人物撮影用。
- プロターシリーズII（1891年） - 前群2枚後群3枚F6.3。
- プロターシリーズIIA（1893年） - 前群2枚後群3枚。包括角度75度。
  - 1番 - 110mmF8。
  - 2番 - 136mmF8。
  - 3番 - 167mmF8。
  - 4番 - 205mmF8。
  - 5番 - 244mmF8。
  - 6番 - 295mmF8。
  - 7番 - 350mmF8。
  - 8番 - 433mmF8。
- プロターシリーズIII（1890年） - 前群2枚後群2枚F7.5、包括角度90度。
- プロターシリーズIIIA（1891年） - 像面湾曲が極端に少ない。前群2枚後群2枚、包括角度97度。
  - 0番 - 75mmF9。
  - 00番 - 95mmF9。
  - 1番 - 120mmF9。
  - 2番 - 150mmF9。
  - 3番 - 172mmF9。
  - 4番 - 196mmF9。
  - 5番 - 230mmF9。
  - 6番 - 272mmF9。
  - 7番 - 317mmF9。
  - 8番 - 407mmF9。
  - 9番 - 505mmF9。
  - 10番 - 600mmF9。
  - 11番 - 690mmF9。
  - 12番 - 820mmF9。
- プロターシリーズIV（1890年） - 前群2枚後群2枚F12.5、複写用。1番から7a番は包括角度110度。
- プロターシリーズV（1890年） - 前群2枚後群2枚、1番から5番は包括角度110度、その他は90度の広角レンズ。包括角度60度の範囲ではアナスチグマートである。
  - 0番 -  40mmF18。
  - 00番 - 62mmF18。
  - 1番 - 86mmF18。
  - 2番 - 112mmF18。
  - 3番 - 141mmF18。
  - 4番 - 182mmF18。
  - 5番 - 212mmF18。
  - 6番 - 265mmF18。
  - 7番 - 315mmF18。
  - 7a番 - 390mmF18。
  - 8番 - 460mmF18。
  - 9番 - 632mmF18。
  - 10番 - 947mmF18。
- プロターシリーズVI（1893年） - F14.5、1群3枚。プロターシリーズVIIの発売により製造中止された。
- ドッペルプロターシリーズVIA（1893年） - プロターシリーズVIを2本組み合わせて使用するもの。無論前群後群それぞれ単独でも使える。
- プロターシリーズVII（1895年） -　プロターシリーズVIの改良版。ボシュロムやエ・クラウスにもライセンスされ1960年代まで生産されていた。包括角度85度。
  - 0番 - 100mmF11。
  - 00番 - 135mmF11。
  - 000番 - 170mmF11。
  - 1番 - 183mmF12.5。
  - 2番 - 224mmF12.5。
  - 3番 - 285mmF12.5。
  - 4番 - 350mmF12.5。
  - 5番 - 412mmF12.5。
  - 6番 - 480mmF12.5。
  - 7番 - 590mmF12.5。
  - 8番 - 690mmF12.5。
  - 9番 - 782mmF12.5。
  - 10番 - 862mmF12.5。
  - 11番 - 1000mmF12.5。
- ドッペルプロターシリーズVIIA（1895年） - プロターシリーズVIIを2本組み合わせて使用するもの。無論前群後群それぞれ単独でも使える。
  - 0番 - シリーズVIIの0番＋シリーズVIIの0番。61mmF6.3。
  - 00番 - シリーズVIIの00番＋シリーズVIIの00番。82mmF6.3。
  - 000番 - シリーズVIIの000番＋シリーズVIIの000番。102mmF6.3。
  - 1番/1.1番 - シリーズVIIの1番＋シリーズVIIの1番。105mmF6.3。
  - 2番/2.1番 - シリーズVIIの2番＋シリーズVIIの1番。115mmF7。
  - 3番/3.1番 - シリーズVIIの3番＋シリーズVIIの1番。127mmF7.7。
  - 4番/2.2番 - シリーズVIIの2番＋シリーズVIIの2番。128mmF6.3。
  - 5番/3.2番 - シリーズVIIの3番＋シリーズVIIの2番。143mmF7。
  - 6番/4.2番 - シリーズVIIの4番＋シリーズVIIの2番。156mmF7.7。
  - 7番/3.3番 - シリーズVIIの3番＋シリーズVIIの3番。163mmF6.3。
  - 8番/4.3番 - シリーズVIIの4番＋シリーズVIIの3番。179mmF7。
  - 9番/5.3番 - シリーズVIIの5番＋シリーズVIIの3番。192mmF7.7。
  - 9a番 - シリーズVIIの5番＋シリーズVIIの4番。F7.7。
  - 10番/4.4番 - シリーズVIIの4番＋シリーズVIIの4番。200mmF6.3。
  - 11番/5.4番 - シリーズVIIの5番＋シリーズVIIの4番。216mmF7。
  - 12番/6.4番 - シリーズVIIの6番＋シリーズVIIの4番。232mmF7.7。
  - 13番/5.5番 - シリーズVIIの5番＋シリーズVIIの5番。235mmF6.3。
  - 14番/6.5番 - シリーズVIIの6番＋シリーズVIIの5番。254mmF7。
  - 15番/7.5番 - シリーズVIIの7番＋シリーズVIIの5番。277mmF7.7。
  - 16番/6.6番 - シリーズVIIの6番＋シリーズVIIの6番。275mmF6.3。
  - 17番/7.6番 - シリーズVIIの7番＋シリーズVIIの6番。303mmF7。
  - 18番/8.6番 - シリーズVIIの8番＋シリーズVIIの6番。324mmF7.7。
  - 19番/7.7番 - シリーズVIIの7番＋シリーズVIIの7番。337mmF6.3。
  - 20番/8.7番 - シリーズVIIの8番＋シリーズVIIの7番。364mmF7。
  - 22番/8.8番 - シリーズVIIの8番＋シリーズVIIの8番。395mmF6.3。
  - 25番 - シリーズVIIの9番＋シリーズVIIの9番。465mmF6.6。
  - 28番 - シリーズVIIの10番＋シリーズVIIの10番。515mmF6.3。
  - 30番 - シリーズVIIの11番＋シリーズVIIの11番。595mmF6.6。
- プロターセット - シリーズVIIレンズ、シャッター、レンズマウントが箱入りになったセット。
  - Boセット - 1番2番3番の3本セット。
  - Cセット - 5×7in判用で2番3番4番の3本セット。
  - Dセット - 7×9in判用で3番4番5番6番の4本セット
  - Fセット - 8×10in判用で5番6番7番8番の4本セット。

### 関わった設計者
- パウル・ルドルフ